# بي إن إس إف
شركة بي أن أس أف للسكك الحديدية (بالإنجليزية: BNSF)‏ هي أكبر شبكة سكة حديد للشحن في أمريكا الشمالية. واحدة من سبع خطوط سكك حديدية في أمريكا الشمالية من الدرجة الأولى، لديها 42000 موظف،  32500 ميل (52300 كم) من السكك الحديدية في 28 ولاية، وأكثر من 8000 قاطرة.  لديها ثلاثة طرق عابرة للقارات توفر روابط السكك الحديدية بين غرب و شرق الولايات المتحدة. قطارات بي أن أس أف قطعت أكثر من 169 مليون ميل (272 مليون كيلومتر) في عام 2010، أكثر من أي خط سكة حديد آخر في أمريكا الشمالية.  شركة بي أن أس أف للسكك الحديدية هي الفرع التشغيلي الرئيسي للشركة الأم بيورلينجتون شمال سانتا. يقع المقر الرئيسي للشركة الأم للسكك الحديدية في فورت وورث، تكساس، وهي شركة فرعية مملوكة بالكامل لشركة بيركشاير هاثاواي. 
وفقًا للبيانات الصحفية الخاصة بالشركات، تعد بي أن أس أف للسكك الحديدية من بين أفضل ناقلي الشحن متعدد الوسائط في أمريكا الشمالية. كما أنها تنقل البضائع السائبة، بما في ذلك ما يكفي من الفحم لتوليد حوالي عشرة بالمائة من الكهرباء المنتجة في الولايات المتحدة. بدأ إنشاء بي أن أس أف بتكوين شركة قابضة في 22 سبتمبر 1995. اشترت هذه الشركة القابضة الجديدة سكة حديد أتشيسون وتوبيكا وسانتا في (غالبًا ما تسمى "سانتا في") وسكة حديد بيرلينجتون الشمالية، ودمجت رسميًا السكك الحديدية في سكة حديد بيرلينجتون نورثرن وسانتا في في 31 ديسمبر 1996. في 24 يناير 2005 ، تم تغيير اسم السكة الحديدية رسميًا إلى شركة بي أن أس أف للسكك الحديدية باستخدام الأحرف الأولى من اسمها الأصلي. في 3 نوفمبر 2009 ، أعلنت شركة بيركشاير هاثاواي من وارين بوفيه أنها ستستحوذ على نسبة 77.4 في المائة المتبقية من بي أن أس أف التي لم تكن تمتلكها بالفعل مقابل 100 دولار للسهم الواحد نقدًا ومخزونًا - وهي صفقة قيمتها 44 مليار دولار. تستثمر الشركة ما يقدر بـ 34 مليار دولار في بي أن أس أف وتحصل على 10 مليارات دولار من الديون.      في 12 فبراير 2010 ، صوت المساهمون في بيورلينجتون شمال سانتا لصالح الاستحواذ. 
تمتلك بي أن أس أف ومنافسها الرئيسي، سكك حديد باسيفيك المتحدة، احتكارًا ثنائيًا لجميع خطوط سكة حديد الشحن العابرة للقارات في غرب الولايات المتحدة وتشترك في حقوق التتبع على مدى آلاف الأميال من السكك الحديدية.